# Maria Damanaki

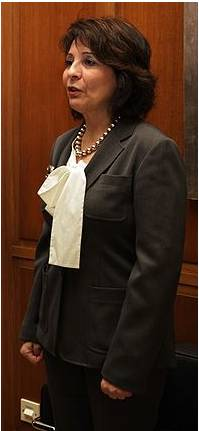
Maria Damanaki

Maria Damanaki (Grieks: Μαρία Δαμανάκη) (Agios Nikolaos, 18 oktober 1952) is een Grieks politica van de sociaaldemocratische partij PASOK. Tussen 2010 en 2014 was zij Eurocommissaris voor Maritieme zaken en Visserij in de commissie-Barroso II.

## Politieke loopbaan
Damanaki was aanvankelijk (tot 1991) lid van de Griekse Communistische Partij en zetelde namens die partij vanaf 1977 in het Griekse parlement. In 1991 werd ze voorzitter van de nieuw opgerichte linkse partij Synaspismós, waarmee ze tevens de eerste vrouwelijke partijleider in Griekenland werd. Toen Synaspismós bij de parlementsverkiezingen van 1993 echter geen enkele zetel behaalde, trad Damanaki terug. Drie jaar later, bij de verkiezingen van 1996, boekte de partij onder leiding van Nikos Konstantopoulos een veel beter resultaat en slaagde Damanaki erin haar parlementszetel te heroveren.
In 1994 en 1998 deed Damanaki mee aan de burgemeesterverkiezingen in hoofdstad Athene, maar werd beide keren niet verkozen. In 2003 verliet ze Synaspismós en stapte ze over naar de PASOK. Ze bleef parlementslid tot 2009, toen ze door haar land werd voorgedragen om Stavros Dimas op te volgen als Europees commissaris. Vervolgens zetelde Damanaki van 2010 tot 2014 in de commissie-Barroso II als Eurocommissaris voor Maritieme zaken en Visserij. In november 2014 volgde Dimitris Avramopoulos haar op als Grieks Eurocommissaris, terwijl haar portefeuille werd overgenomen door Karmenu Vella.
Joaquín Almunia · László Andor · Catherine Ashton · Michel Barnier · José Manuel Barroso · Tonio Borg (vanaf 28 november 2012) · Dacian Cioloş · John Dalli (tot 16 oktober 2012)  · María Damanáki · Jacek Dominik (sinds 16 juli 2014) · Štefan Füle · Karel De Gucht  · Máire Geoghegan-Quinn · Kristalina Georgieva · Johannes Hahn · Connie Hedegaard · Siim Kallas · Jyrki Katainen (sinds 16 juli 2014) · Neelie Kroes · Janusz Lewandowski (tot 1 juli 2014) · Cecilia Malmström · Neven Mimica · Ferdinando Nelli Feroci (sinds 16 juli 2014) · Günther Oettinger · Andris Piebalgs · Janez Potočnik · Viviane Reding (tot 1 juli 2014) · Olli Rehn (tot 1 juli 2014) · Martine Reicherts (sinds 16 juli 2014) · Maroš Šefčovič · Algirdas Šemeta · Antonio Tajani (tot 1 juli 2014) · Androulla Vassiliou
- International Standard Name Identifier: 0000 0000 4891 7206
- Library of Congress Control Number: nr98019558
- Parlement.com: viaffkzc0qvb
- Virtual International Authority File: 36831435
- WorldCat: E39PBJdWVXXM4XcXFwhbHjCxXd